# Biskupi pekińscy
Biskupi pekińscy – rzymskokatoliccy biskupi mający swoją stolice biskupią w Pekinie, obecnie w Chińskiej Republice Ludowej. Archidiecezję pekińską erygowano w 1307 i powtórnie 10 kwietnia 1690 jako diecezję. Od 30 maja 1856 wikariat apostolski. 11 kwietnia 1946 wyniesiono ją ponownie do godności archidiecezji.

## Arcybiskupi Chanbałyku
- bł. Jan z Montecorvino OFM (23 lipca 1307 – 1328)
- Nicolas da Botras OFM (1333 - 1338)
- Guglielmo da Villanova OFM (1370 - ?)

## Biskupi Pekinu
- Bernardino della Chiesa OFM (10 kwietnia 1690 - 21 grudnia 1721)
- Francisco da Purification OSA (21 lutego 1725 - 31 lipca 1731)
- Polycarpo de Sousa SI (19 grudnia 1740 - 26 maja 1757)
- Giovanni Damase Salutti OSA (20 lipca 1778 - 16 września 1781)
- Alexandre de Gouvea TOR (22 lipca 1782 - 6 lipca 1808)
- Joaquim da Souza Saraiva CM (6 lipca 1808 - 18 lutego 1818)
- o. Verissimo Monteiro da Serra CM (1818  - 1826) Nigdy nie przyjął sakry biskupiej i nie objął urzędu. Od jego rezygnacji do śmierci 9 października 1852 i później wikariatem apostolskim zarządzali administratorzy apostolscy:
  - Cayetano Pires Pireira CM (sierpień 1827 - 2 listopada 1838)
  - João de França Castro e Moura CM (28 sierpnia 1840 - 21 maja 1862) mianowany biskupem Porto
  - Joseph-Martial Mouly CM (28 kwietnia 1846 - 3 stycznia 1856) mianowany wikariuszem apostolskim
- Joseph-Martial Mouly CM (3 stycznia 1856 - 30 maja 1856)

## Wikariusze apostolscy Północnego Zhili
- Joseph-Martial Mouly CM (30 maja 1856 - 4 grudnia 1868)
- Edmond-François Guierry CM (4 grudnia 1868 - 21 stycznia 1870) mianowany wikariuszem apostolskim Wschodniego Zhejiang
- Louis-Gabriel Delaplace CM (21 stycznia 1870 - 24 maja 1884)
- François-Ferdinand Tagliabue CM (5 sierpnia 1884 - 13 marca 1890)
- Jean-Baptiste-Hippolyte Sarthou CM (6 czerwca 1890 - 13 kwietnia 1899)
- Pierre-Marie-Alphonse Favier CM (13 kwietnia 1899 - 4 kwietnia 1905
- Stanislas Jarlin CM (5 kwietnia 1905 - 3 grudnia 1924)

## Wikariusze apostolscy Pekinu
- Stanislas Jarlin CM (3 grudnia 1924 - 27 stycznia 1933)
- Paul-Leon-Cornelius Montaigne CM (27 stycznia 1933 - 11 kwietnia 1946) zrezygnował, aby arcybiskupem mógł zostać Chińczyk

## Arcybiskupi pekińscy

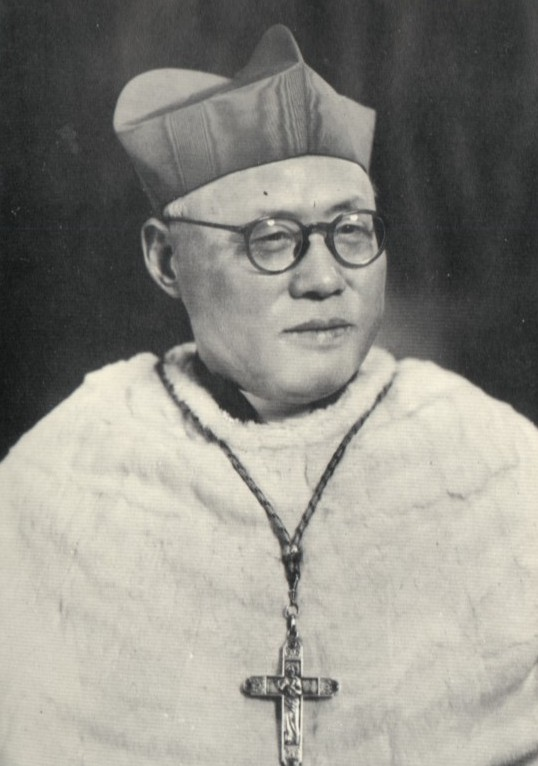
kard. Thomas Tien Ken-sin SVD

- kard. Thomas Tien Ken-sin SVD (11 kwietnia 1946 - 24 lipca 1967) W 1951 wydalony z kraju przez komunistyczne władze. W późniejszych latach również administrator apostolski archidiecezji Tajpej.
- Matthias Pei Shangde CDD (1989 - 24 grudnia 2001) arcybiskup Kościoła podziemnego
- Joseph Li Shan (21 września 2007 - nadal)

## Arcybiskupi bez mandatu papieskiego
Archidiecezją pekińską rządziło dwóch, uznawanych przez Stolicę Apostolską za nieprawowitych, arcybiskupów. Obaj oni należeli do Patriotycznego Stowarzyszenia Katolików Chińskich i zostali mianowani z polecenia komunistycznych władz chińskich bez zgody papieża. Byli to:
- Joseph Yao Guangyu (1959 - 1964?)
- Michał Fu Tieshan (1979 – 20 kwietnia 2007)